# First9
first 9（ファーストナイン）は、2007年3月21日に発売された、9nineの1枚目のスタジオ・アルバム。

## 収録曲
1. 白い華～White Garden～ [4:08]
作詞：山下知恵
作曲：天野月子
編曲：戸倉弘智・藤田謙一
2. パレード [3:30]
作詞：As
作曲・編曲：橋本由香利
3. チョコレート革命 [4:25]
作詞：As
作曲：堂島孝平
編曲：阿部光一郎
4. 悲しみはいつか羽になる [5:33]
作詞：松井五郎
作曲：堂島孝平
編曲：阿部光一郎
5. cotton candy [4:04]
作詞：天野月子
作曲：Jin Nakamura
編曲：戸倉弘智・藤田謙一
6. 絆 [5:00]
作詞：荘野ジュリ
作曲：Jin Nakamura
編曲：山田章典
7. ピエロ [5:05]
作詞：山下知恵
作曲：Qoonie
編曲：藤田謙一
8. 眠れる森の少女 [3:10]
作詞・作曲：ROLLY
編曲：橋本由香里
Guest Guitar：ROLLY
9. ハート型の涙 [3:25]
作詞：藤井フミヤ
作曲：朝本浩文
編曲：藤田謙一
Guest Vocal：吉川ひなの
吉川ひなののカバー曲。
10. 風をおこして [4:46]
作詞・作曲：Qoonie
編曲：藤田謙一
11. ありがとう [3:58]
作詞・作曲・編曲：大江千里
Guest Piano：大江千里
ボーナス・トラック。
大江千里のカバー曲。